# 撒改
撒改（サガイ、生年不明 - 1121年）は、金の宗室。子に粘没喝（ネメガ、完顔宗翰）・阿懶（アラン、完顔宗憲）がいる。

## 人物・略歴
金の世祖劾里鉢（ヘリンボ）の長兄の韓国公劾者（ヘテェ）の子。金の建国者の阿骨打（アクダ）が遼から自立して金朝を立てた際、サガイは1115年7月、国論勃極烈（国務大臣に相当）に任じられ、大臣職に就いた。9月には国論忽魯勃極烈に改められた。
『金史』「撒改伝」には「太祖（アクダ）は撒改（サガイ）と諸部を分治す。匹脱水以北は太祖がこれを統べ、米流水の人民は撒改がこれを統ぶ」と記されており、金朝の政府はアクダを首長とすると言いつつも、完顔氏の権力は2つの中心をもっていたと考えることができる。1121年死去。死後、燕国王に追封された。海陵王の正隆年間（1156年-1161年）には陳国公に降封されている。大定3年（1163年）、金源郡王を改めて贈られ、阿骨打（アクダ）の宗廟を受けて「忠毅」の号が授けられた。